# Mohammad Sa'ed Maraghei

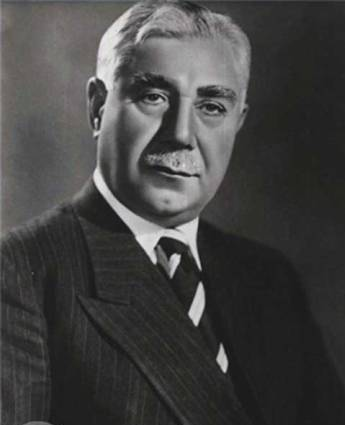
Mohammad Sa'ed Maraghei

Mohammad Sa'ed Maraghei (persisch محمد ساعد مراغه‌ای; * 1883 in Maragheh; † 1973) war ein iranischer Politiker und Premierminister des Iran.

## Leben
Mohammad Sa'ed Maraghei wurde 1883 in Maragheh geboren. Er studierte an der Universität Lausanne.
Mohammad Sa'ed Maraghei wurde zum ersten Mal während des Zweiten Weltkriegs am 28. März 1944 Premierminister. Der Iran war im August 1941 im Rahmen der anglo-sowjetischen Invasion von britischen und sowjetischen Truppen besetzt worden. Im Oktober 1942 marschierten US-amerikanische Truppen in den Iran ein, um die Versorgung sowjetischer Truppen mit militärischer Ausrüstung über den Persischen Korridor sicherzustellen.
Die Regierung von Maraghei hatte wie seine Vorgängerregierungen mit einer durch die Versorgung der Besatzungstruppen hervorgerufene Lebensmittelknappheit und Inflation zu kämpfen. Um die Haushaltsprobleme zu lösen, versuchte die iranische Regierung Förderkonzessionen an amerikanische Ölkonzernen zu vergeben. Dies führte zu Konflikten mit Stalin, der seinerseits im Norden des Iran eine Ölförderkonzession für die Sowjetunion anstrebte. Die Forderungen der Sowjets nach einer Ölförderkonzession wurden von der kommunistischen Tudeh-Partei, die bei den letzten Wahlen mit neun Abgeordneten ins neu gewählte Parlament eingezogen waren, unterstützt. Dieser Schulterschluss zwischen den Forderungen Stalins und den Abgeordneten der Tudeh-Partei alarmierte die iranische Regierung. Premierminister Maraghei erklärte daraufhin, dass alle Verhandlungen über Ölkonzessionen bis zum Ende des Krieges von iranischer Seite aus eingestellt würden. Die Folge waren von der Tudeh-Partei im Oktober 1944 organisierte Massendemonstrationen gegen Premierminister Maraghei, der beschuldigt wurde, die Amerikaner den Sowjets in der Frage der Ölkonzessionen vorzuziehen. Premierminister Maraghei sah keinen anderen Ausweg, als zurückzutreten.
Ein weiteres Mal sollte Mohammad Sa'ed Maraghei das Amt des Premierministers im November 1948 nach dem Rücktritt von Abdolhossein Hazhir übernehmen. Noch immer war die Frage der Ölkonzessionen nicht gelöst. Premierminister Hazhir war vom Parlament beauftragt worden, Verhandlungen über eine neue Konzession für die Anglo-Iranian Oil Company aufzunehmen, die die aus dem Jahr 1933 stammenden Konzession ablösen sollte. Das Parlament wollte einen höheren Anteil an den Einnahmen aus der Ölförderung für den Iran erreichen. Hazhir erarbeitete ein 25 Punkte umfassendes Memorandum, kam aber selbst nicht mehr zu Verhandlungen mit der AIOC, da er aufgrund der anhaltenden Demonstrationen gegen ihn als Premierminister zurücktreten musste. Ajatollah Kaschani hatte Hazhir als Agent des britischen Kolonialismus und Spion beschimpft und zu gewalttätigen Demonstrationen gegen den Premierminister aufgerufen. Finanzminister Abbasqoli Golshaiyan des Kabinetts von Premierminister Mohammad Sa’ed Maraghei führte dann die ersten Verhandlungen mit der AIOC auf der Grundlage des von Hazhir erarbeiteten Papiers.
Finanzminister Golshaiyan berichtete dem Parlament von seinen Verhandlungen mit der AIOC. Er hatte einen Anteil von 50 % an den Gewinnen der AIOC, eine neue Vereinbarung bezüglich der Laufzeit der Konzession und eine Überprüfung der Konzessionsbedingungen alle 15 Jahre gefordert. Premierminister Sa’ed Maraghei entschied, dass Golshaiyan einen Vertrag mit der AIOC aushandeln solle. Am Ende erzielte man im Juli 1949 Einigkeit und ein die bisherige Konzession ergänzendes Abkommen wurde von dem Vertreter der AIOC Gass und Golshaiyan unterzeichnet. Premierminister Mohammad Sa'ed Maraghei leitete dieses Abkommen dem Parlament zur Abstimmung zu. Es kam zu heftigen Diskussionen und Mohammad Sa'ed Maraghei wurde beschuldigt, die Rechte des iranischen Volkes verraten zu haben. Das Abkommen wurde vom Parlament nicht ratifiziert. Stattdessen schlugen einige Abgeordnete des Parlaments vor, die Ölanlagen der AIOC zu verstaatlichen. Die ersten Schritte auf dem Weg in die Abadan-Krise waren gemacht.
Am 4. Februar 1949 kam es dann zu einem folgenschweren Attentat auf Schah Mohammad Reza Pahlavi. Der Attentäter Fakhr Arai hatte mehrere Schüsse auf den Schah abgefeuert, die ihn zwar verletzten, aber nicht tödlich waren. Als Folge des Attentats wurde die kommunistische Tudeh-Partei verboten, obwohl nicht nachgewiesen werden konnte, dass der Attentäter der linken oder der islamistischen Szene zuzuordnen war. Drei Wochen nach dem Attentat auf den Schah stimmte das Parlament der Einrichtung einer Zweiten Kammer, dem Senat, zu. Diese zweite Kammer war in der Verfassung von 1906 bereits vorgesehen, aber nie konstituiert worden. Mit dem Beschluss zur Errichtung des Senats war eine Ergänzung des Artikels 48 der Verfassung verbunden, die dem Schah das Recht zugestand, das Parlament jederzeit auflösen zu können.
Am 26. April 1949 wandte sich Premierminister Maraghei an den Botschafter der USA und fragte nach finanzieller Unterstützung durch die USA für die dringend benötigten Infrastrukturinvestitionen im Bereich der Landwirtschaft, des Straßenbaus und des Baus von Flughäfen an. Am 27. Mai 1949 fragte Außenminister Ala bei der Regierung der USA nach finanzieller Hilfe an, genauer nach einem Darlehen von 500 Mio. Dollar, doch die USA lehnten zunächst ab. Am 21. Juli 1949 verabschiedete der Nationale Sicherheitsrat der Vereinigten Staaten ein Memorandum, dass es im Interesse der USA läge, die Beziehungen des Iran mit dem Westen zu stärken. Im Rahmen des "Mutual Assistance Programs (MAP)" wurden 27. Mio. $ Finanzhilfe für Iran, Korea und die Philippinen bereitgestellt.
Am 26. Januar 1950 unternahm Außenminister Ala einen weiteren Versuch, eine substantielle finanzielle Unterstützung zum Aufbau des Landes aus den USA zu bekommen. Auch dieses Mal stieß man auf Ablehnung, so dass Premierminister Maraghei im März 1950 zurücktrat, da er keine Möglichkeit sah, das von ihm geplante Aufbauprogramm ins Werk zu setzen.

## Ehrungen
- 1958: Großkreuz des Päpstlichen Piusordens[6]